# Cella memoriae

Le cella memoriae o memoriae sono edifici tipici dell'architettura bizantina. 
Impostati su pianta centrale, hanno la funzione di celebrare il santo o la persona a cui sono dedicati.

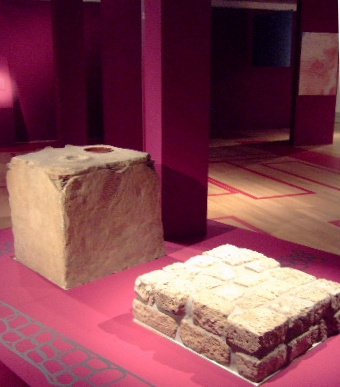
cella memoriae